# Championnat d'Afrique masculin de basket-ball 1978
Navigation
Égypte 1975 Maroc 1980
Le championnat d'Afrique de basket-ball 1978 est la neuvième édition du championnat d'Afrique des nations. Elle s'est déroulée du 24 décembre 1977 au 1er janvier 1978 à Dakar au Sénégal. Le Sénégal remporte son troisième titre et se qualifie pour le Championnat du monde de 1978.

## Classement final
| Position | Équipe        | Bilan |
| -------- | ------------- | ----- |
| 1        | Sénégal       | 6v-0d |
| 2        | Côte d'Ivoire | 4v-2d |
| 3        | Égypte        | 5v-1d |
| 4        | Soudan        | 3v-3d |
| 5        | Maroc         | 3v-2d |
| 6        | Nigeria       | 2v-3d |
| 7        | Mauritanie    | 2v-3d |
| 8        | Togo          | 1v-4d |
| 9        | Gambie        | 1v-4d |
| 10       | Libye         | 0v-5d |